# Glándula mixta
En la histología y la citología las glándulas mixtas o glándulas anficrinas son aquellas que corresponden a una clasificación funcional basada en su tipo de secreción. Las glándulas mixtas muestran la característica distintiva, de presentar los dos tipos de secreción: exocrina y endocrina.

Las glándulas mixtas producen sustancias que se vierten en órganos huecos, y además producen hormonas que son vertidas directamente en la sangre. Ejemplos de glándulas mixtas son el páncreas, el hígado y las glándulas sexuales.
Cuando las mismas células tienen estas dos funciones, se dice que la glándula es “anficrina homotípica”, como es el caso de los hepatocitos del hígado . Cuando diferentes tipos de células tienen cada una de estas dos funciones, la glándula se denomina "anficrina heterotípica": este es el caso del páncreas, cuyas células de los islotes pancreáticos son endocrinas, mientras que las células acinares son exocrinas.

## Historia
El científico Claude Bernard inventó el concepto y nombre de ‘’secreción interna’’ aplicado a glándulas mixtas, como el hígado y el páncreas.

## Productos secretorios

Productos secretorios endócrinos en glándulas del sistema digestivo.

El páncreas, produce jugo pancreático para el proceso digestivo (porción exocrina) y además las hormonas insulina, glucagón y somatostatina (porción endocrina).
El hígado síntetiza y libera bilis (función exócrina) y además libera hormonas, proteínas plasmáticas, glucosa (función endócrina).

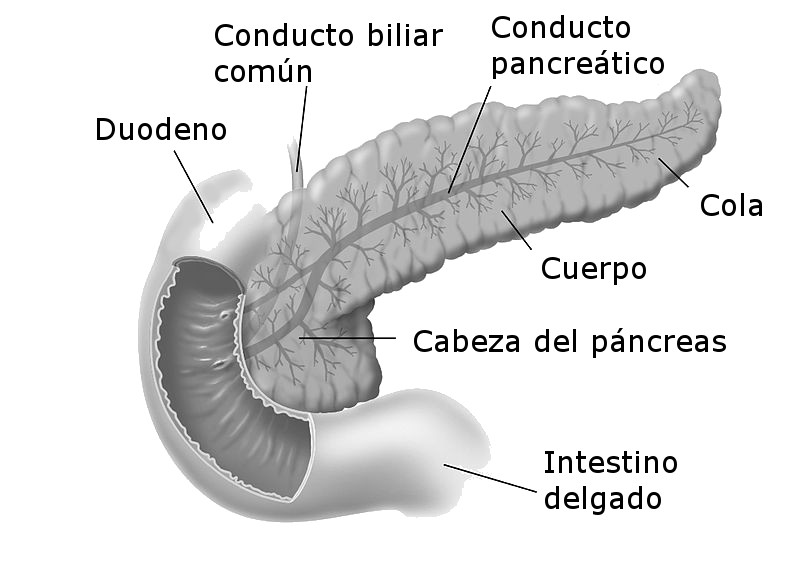
Páncreas

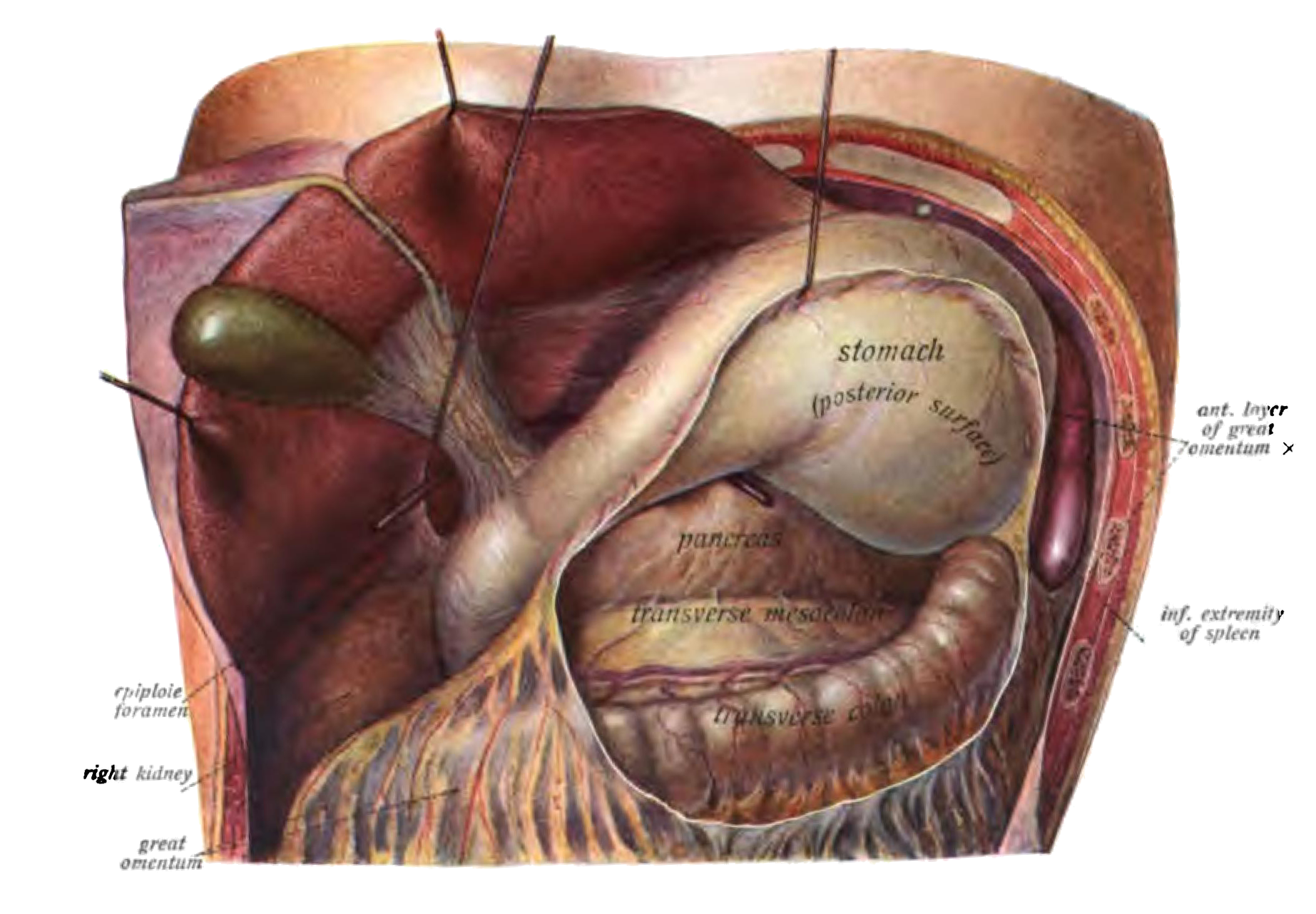
Hígado y vesícula